# Andoraanse invasie van Cairhien
In de twaalfdelige fantasy boekenserie het Rad des Tijds, geschreven door Robert Jordan, is de Andoraanse invasie van Cairhien een invasie van Andor tegen haar oostelijke buurland.
Cairhien was na de Aiel-oorlog door de burgeroorlog uit elkaar getrokken, en een gemakkelijke prooi.
In Caemlin werd de Andoraanse koningin Morgase Trakand door de Verzaker Rahvin (vermomd als Hoogheer Gaebril) met Saidin gevangengenomen. Hij zorgde ervoor dat ze een gevangene was in haar eigen hoofd. Morgase stuurde de Andoraanse troepen bij Aringil de rivier de Erinin over en deze veroveren een groot deel van zuidelijk Cairhien.
De officiële reden achter deze inval was de aanspraak van Morgase op de Cairhiense Zonnetroon. De aanspraak is er gekomen door een staatshuwelijk met de Hoogzetel van het Cairhiense huis Damodred, waar ook Moiraine Damodred toe had behoord voor ze Aes Sedai werd.
Wanneer Morgase haar land verlaat en Rahvin de eerste koning van Andor wordt, verovert Rhand Altor de stad Cairhien. Hierdoor stopt hij met een leger Aiel en krijgsmannen uit Tyr de burgeroorlog. Zijn vriend Mart Cauton verslaat met een krijgsmacht van 10.000 Draakgezworenen - de Bond van de Rode Hand - de Andoraanse legers en drijft hen terug over de rivier.
Wanneer Rhand Altor daarna Caemlin verovert en Rahvin dood is de Andoraanse invasie definitief mislukt. Wel wil hij de Zonnetroon aan Elayne Trakand, de dochter van Morgase schenken.